# Liste des gouverneurs des provinces du Tadjikistan
Cette page dresse la liste des gouverneurs actuels des 5 provinces du Tadjikistan (2 provinces de droit commun, 1 province autonome, les « régions de subordination républicaine » [13 districts sous contrôle direct de l’administration centrale ; ancienne province de Karotéguine] et 1 ville indépendante [Douchanbé]).

## Gouverneurs
| Province                              | Titre                        | Nom                                            | Depuis (le)      |
| ------------------------------------- | ---------------------------- | ---------------------------------------------- | ---------------- |
| Douchanbé                             | Maire                        | Roustam Emomali                                | Janvier 2017     |
| Haut-Badakhchan (province autonome)   | Président du comité exécutif | Chodikhon Djamchedov                           | 19 novembre 2013 |
| Khatlon                               | Gouverneur                   | Ghaybullo Avzalov                              | 2006/2008        |
| Régions de subordination républicaine | ...                          | (contrôle direct de l’administration centrale) | ...              |
| Soughd                                | Gouverneur                   | Abdurahmon Qodiri                              | 2013             |